# Kozomín
Kozomín je obec v okrese Mělník. Leží 6 km východně od města Kralupy nad Vltavou v nadmořské výšce 265 m n. m. V obci žije 478 obyvatel.

## Historie
První písemné zprávy o obci jsou datovány okolo roku 1400.
Od 1. ledna 1980 do 23. listopadu 1990 byla vesnice součástí obce Úžice a od 24. listopadu 1990 se stala samostatnou obcí.

### Územněsprávní začlenění
Dějiny územněsprávního začleňování zahrnují období od roku 1850 do současnosti. V chronologickém přehledu je uvedena územně administrativní příslušnost obce v roce, kdy ke změně došlo:
- 1850 země česká, kraj Praha, politický okres Slaný, soudní okres Velvary[5]
- 1855 země česká, kraj Praha, soudní okres Velvary
- 1868 země česká, kraj Praha, politický okres Slaný, soudní okres Velvary
- 1912 země česká, kraj Praha, politický okres Slaný, soudní okres Kralupy nad Vltavou[6]
- 1913 země česká, kraj Praha, politický i soudní okres Kralupy nad Vltavou[7]
- 1939 země česká, Oberlandrat Mělník, politický i soudní okres Kralupy nad Vltavou[8]
- 1942 země česká, Oberlandrat Praha, politický okres Roudnice nad Labem, soudní okres Kralupy nad Vltavou[9]
- 1945 země česká, správní i soudní okres Kralupy nad Vltavou[10]
- 1949 Pražský kraj, okres Kralupy nad Vltavou[11]
- 1960 Středočeský kraj, okres Mělník
- 2003 Středočeský kraj, okres Mělník, obec s rozšířenou působností Kralupy nad Vltavou

## Památky
V obci se nachází památkově chráněný morový sloup z roku 1777.

## Doprava
Dopravní síť
- Pozemní komunikace – Obcí prochází silnice II/608 Praha – Zdiby – Kozomín – Veltrusy – Doksany – Terezín. Území obce protíná dálnice D8 s exitem 9.
- Železnice – Železniční trať ani stanice na území obce nejsou. Nejblíže obci je železniční stanice Úžice ve vzdálenosti 3 km ležící na trati 092 z Kralup nad Vltavou do Neratovic.

Veřejná doprava 2012
- Autobusová doprava – V obci měly zastávky autobusové linky do těchto cílů: Kralupy nad Vltavou, Litoměřice, Odolena Voda, Praha, Roudnice nad Labem (dopravce ČSAD Střední Čechy, a. s.).

## Galerie

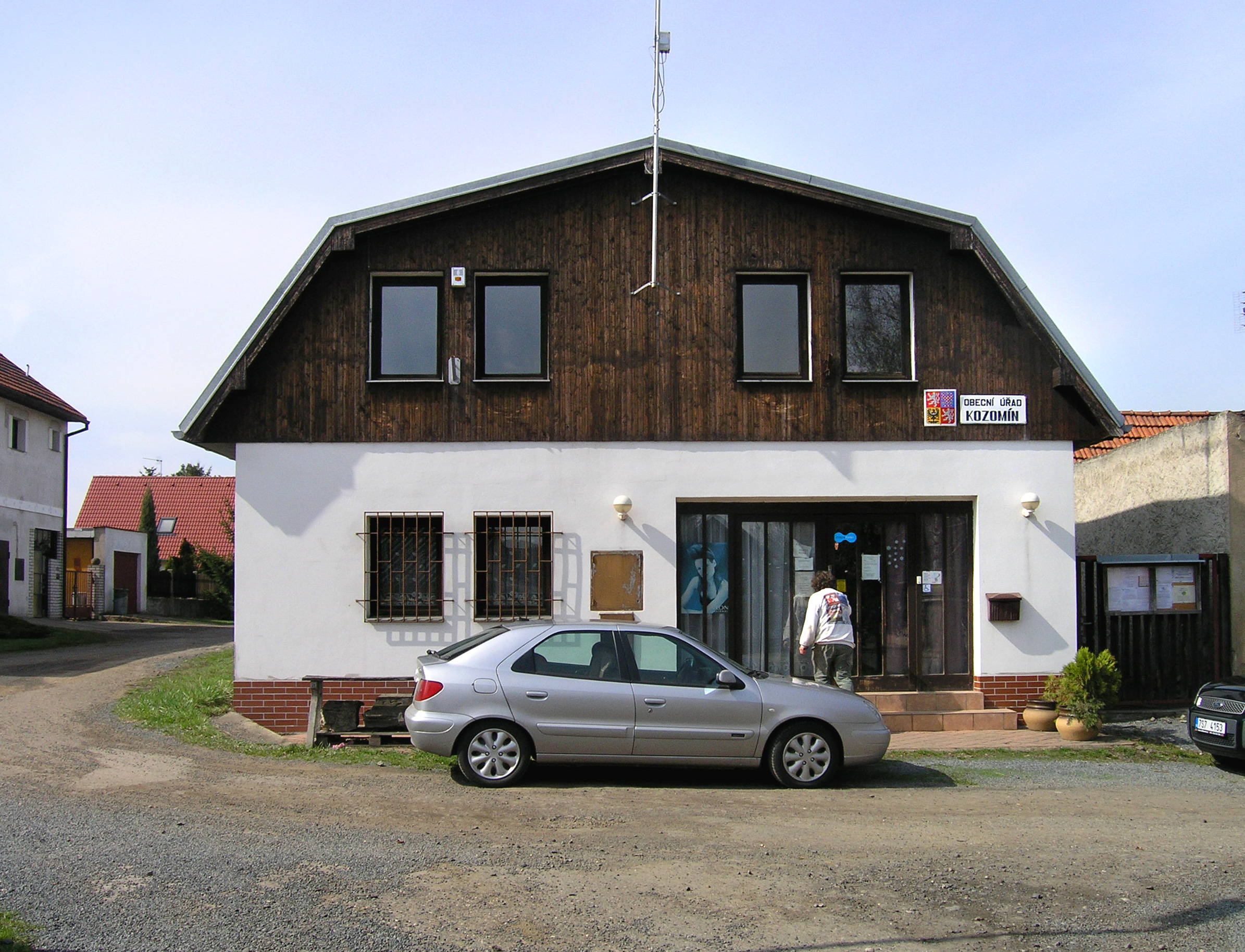
Obecní úřad
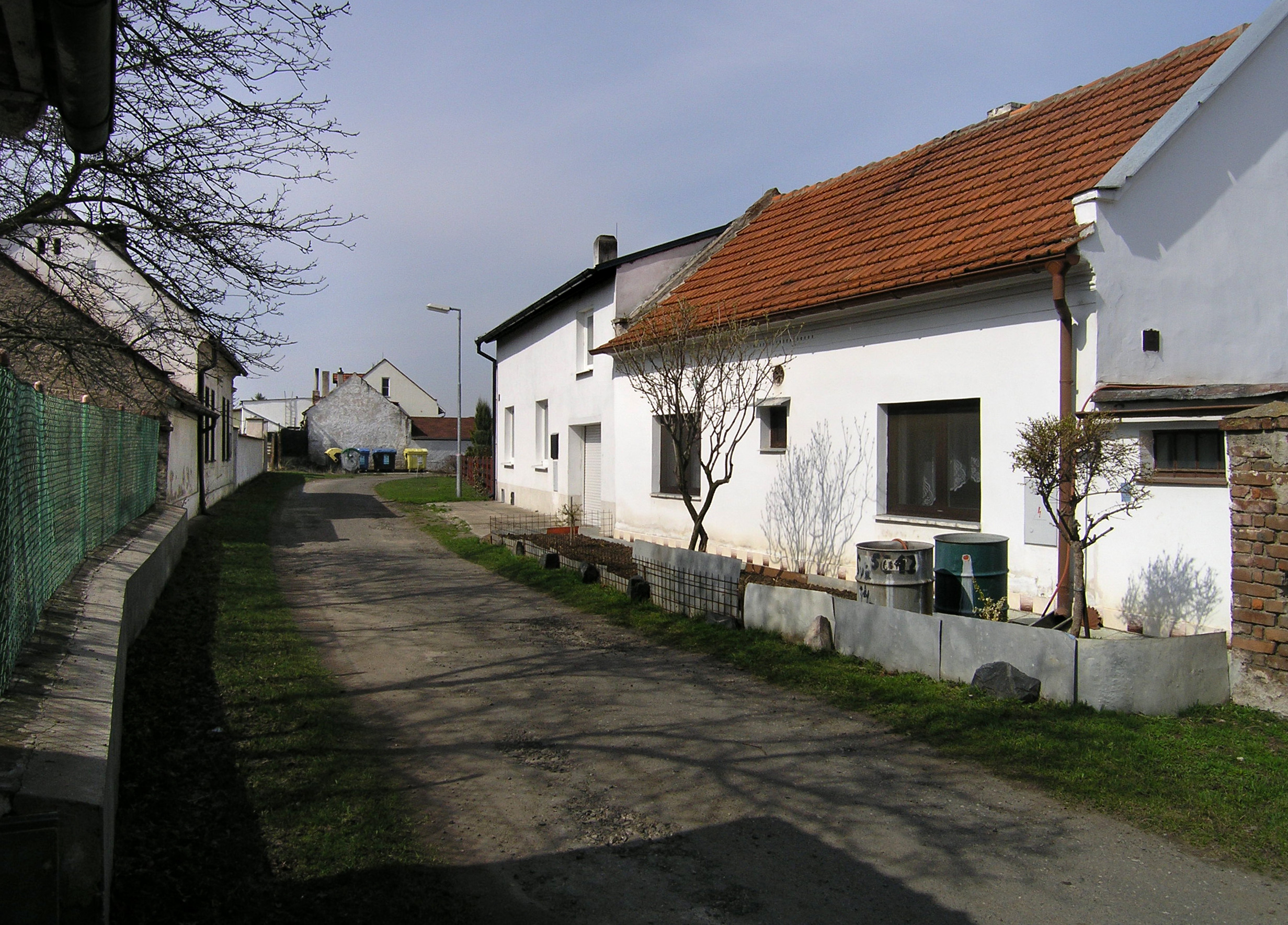
Domky ve středu obce
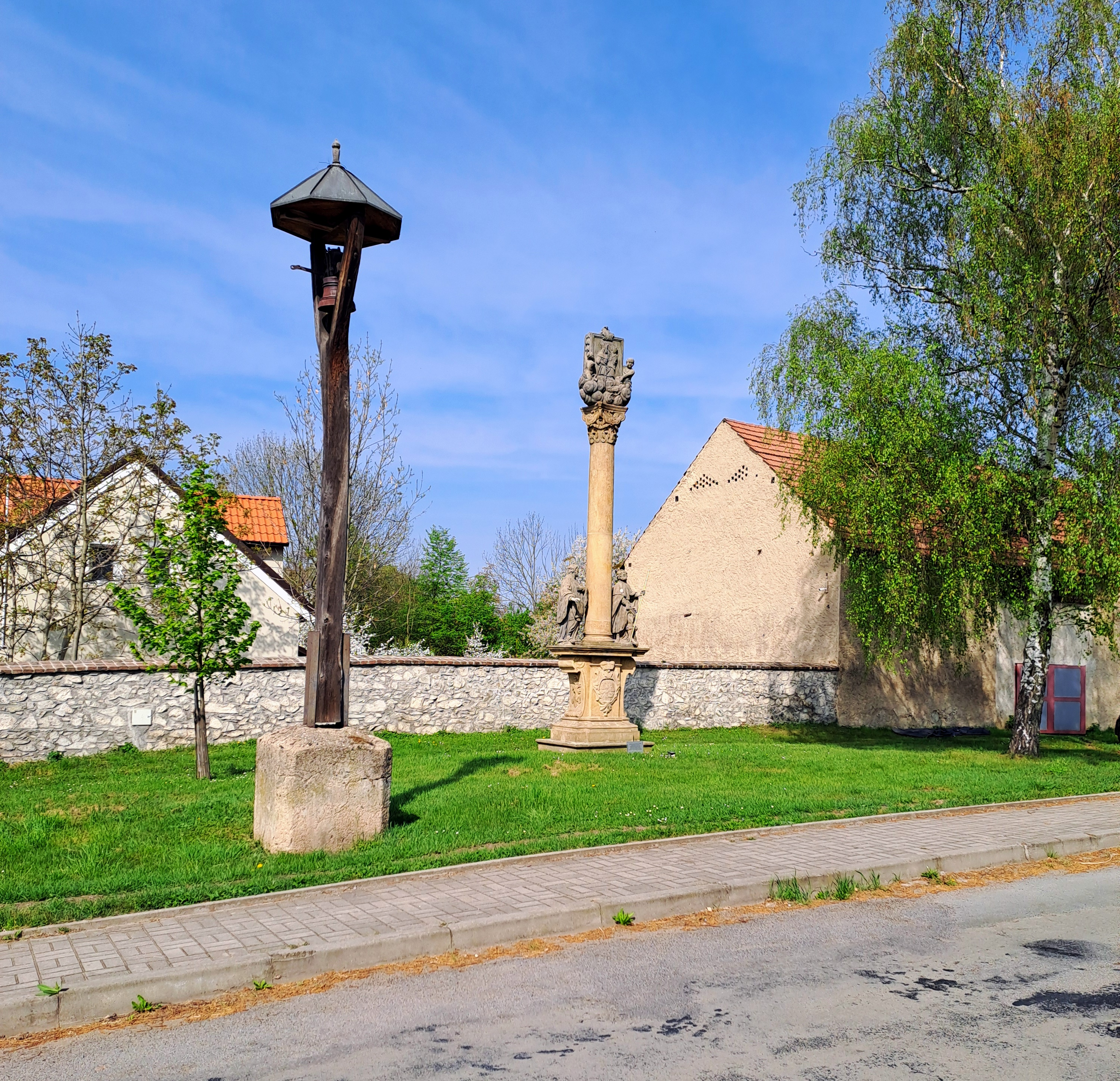
Zvonička a mariánský sloup
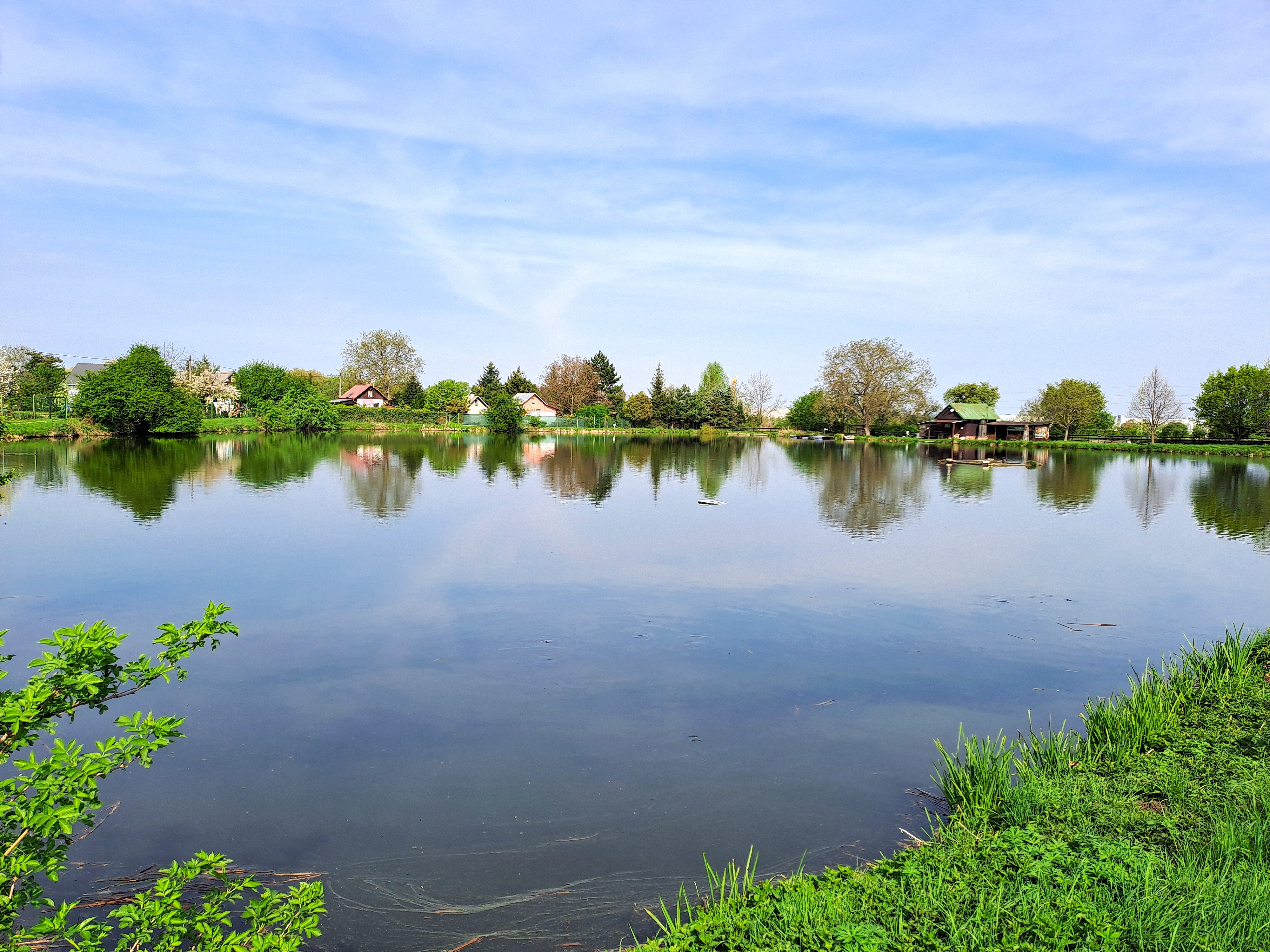
Rybník na Postřižínském potoce